# おうし座23番星
座標:  03h 46m 19.57384s, +23° 56′ 54.0812″
おうし座23番星(23 Tauri)は、おうし座に位置する恒星でプレアデス星団に属している。

## 概要
プレアデス星団の輝星の中でも明るいものの一つ。青白色の準巨星で、ケフェウス座β型変光星に分類され、明るさは0.01等級変化する。リチャード・ヒンクリー・アレンは、lucid white and violetと記している。
この星の周りを散光星雲NGC 1435（The Merope nebula）や反射星雲IC 349が取り囲み、23番星の放射の影響で光を放っている。

## 固有名
固有名メローペ (Merope) は、ギリシャ神話に登場するプレイアデスの一人の名前に因んでいる。2016年7月20日、国際天文学連合の恒星の固有名に関するワーキンググループは、Merope をおうし座23番星の固有名として正式に承認した。

## 画像

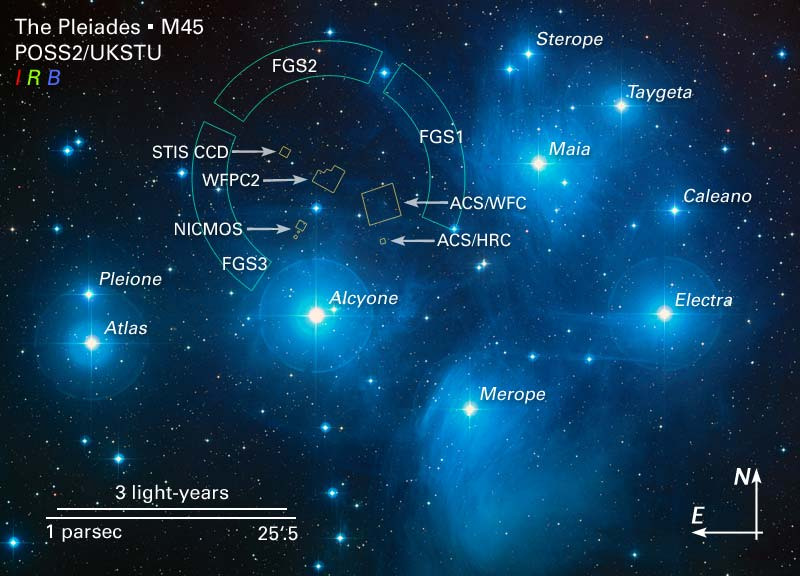
プレアデス星団での位置
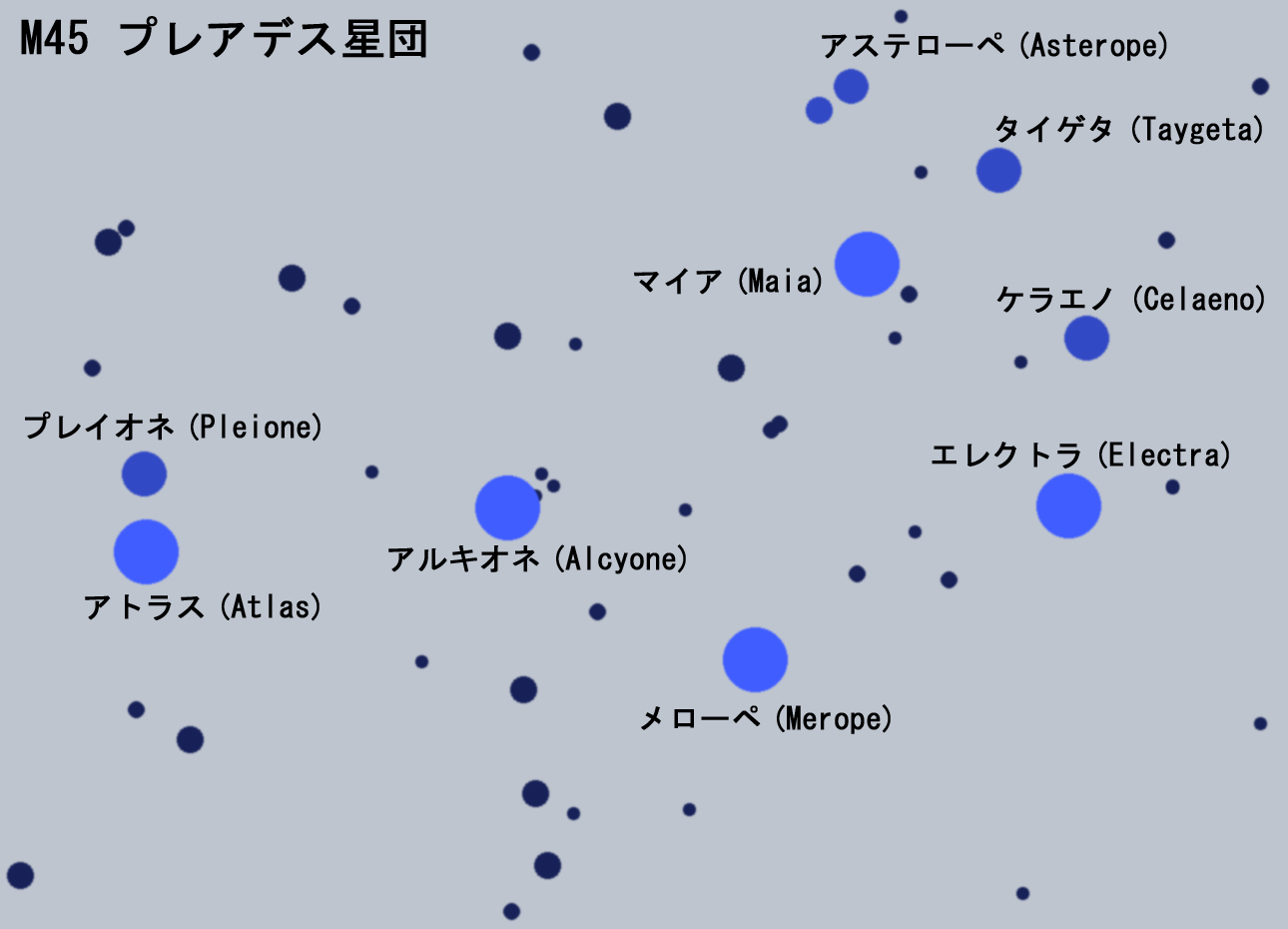
プレアデス星団の構成